# Dimboola
Dimboola är en ort i Australien. Den ligger i kommunen Hindmarsh och delstaten Victoria, omkring 300 kilometer nordväst om delstatshuvudstaden Melbourne. Antalet invånare är 1 863.
Trakten runt Dimboola är nära nog obefolkad, med mindre än två invånare per kvadratkilometer.. Det finns inga andra samhällen i närheten.
Omgivningarna runt Dimboola är i huvudsak ett öppet busklandskap. Genomsnittlig årsnederbörd är 548 millimeter. Den regnigaste månaden är juli, med i genomsnitt 85 mm nederbörd, och den torraste är januari, med 14 mm nederbörd.